# Giuseppe Landi
Giuseppe Landi (Castel San Niccolò, 24 maggio 1895 – Roma, 6 giugno 1964) è stato un sindacalista e politico italiano, primo segretario nazionale della CISNAL.

## Biografia
Ufficiale di carriera, da capitano nella prima guerra mondiale fu ferito, dichiarato invalido di guerra e posto in congedo. Nel 1921 si iscrisse al Partito Nazionale Fascista, aderì al movimento sindacale fascista, e a Genova fu segretario dei sindacati fascisti dell'industria. Nel 1929 fu eletto deputato alla Camera dei deputati del Regno d'Italia .
Dal 1930 fu membro del Consiglio nazionale delle corporazioni. Dal 1934 fu presidente della Confederazione nazionale fascista dei lavoratori del credito e dell'assicurazione. Nello stesso anno fu rieletto deputato.
Fu docente di legislazione del lavoro, dal febbraio 1938, alla facoltà di economia e commercio all'Università di Genova. Nel 1939 fu consigliere nazionale alla Camera dei fasci e delle corporazioni. Presidente della Confederazione fascista dei lavoratori dell'industria, dopo gli scioperi tra il 1942 e il 1943 dei lavoratori dell'industria, si dimise da presidente della confederazione. Non aderì alla Repubblica Sociale Italiana.
Nel dopoguerra promosse il Movimento sindacalista (Mo.Si.), con ex sindacalisti fascisti, costituitosi nel novembre 1947.
Fallita la fusione con la Confederazione Generale del Lavoro, fu tra i fondatori il 24 marzo 1950 della CISNAL (Confederazione Italiana Sindacati Nazionali dei Lavoratori). Fu eletto Segretario nazionale al primo congresso di Napoli. Resterà segretario fino alla morte, nel 1964.
Membro della direzione nazionale del Movimento Sociale Italiano, nel 1956 fu eletto Consigliere comunale di Roma nel MSI.
Fu componente del CNEL dal 1958 alla morte.

## Opere
- Dall'associazione mazziniana alla corporazione fascista, Napoli 1931;
- Il contenuto sociale del fascismo, Roma, 1936;
- La previdenza per gli impiegati privati, Roma, 1937
- Gli orientamenti corporativi della previdenza sociale, Roma, 1937
- L'opera e gli sviluppi del Patronato nazionale, Roma 1938;
- La disciplina del credito nell'ordinamento corporativo, (prefaz. di Giuseppe Bottai), Firenze, 1939
- Il lavoro nel sistema corporativo fascista, Roma 1942;
- Vitalità del sindacato, Roma, 1942.